# サルタヒコ

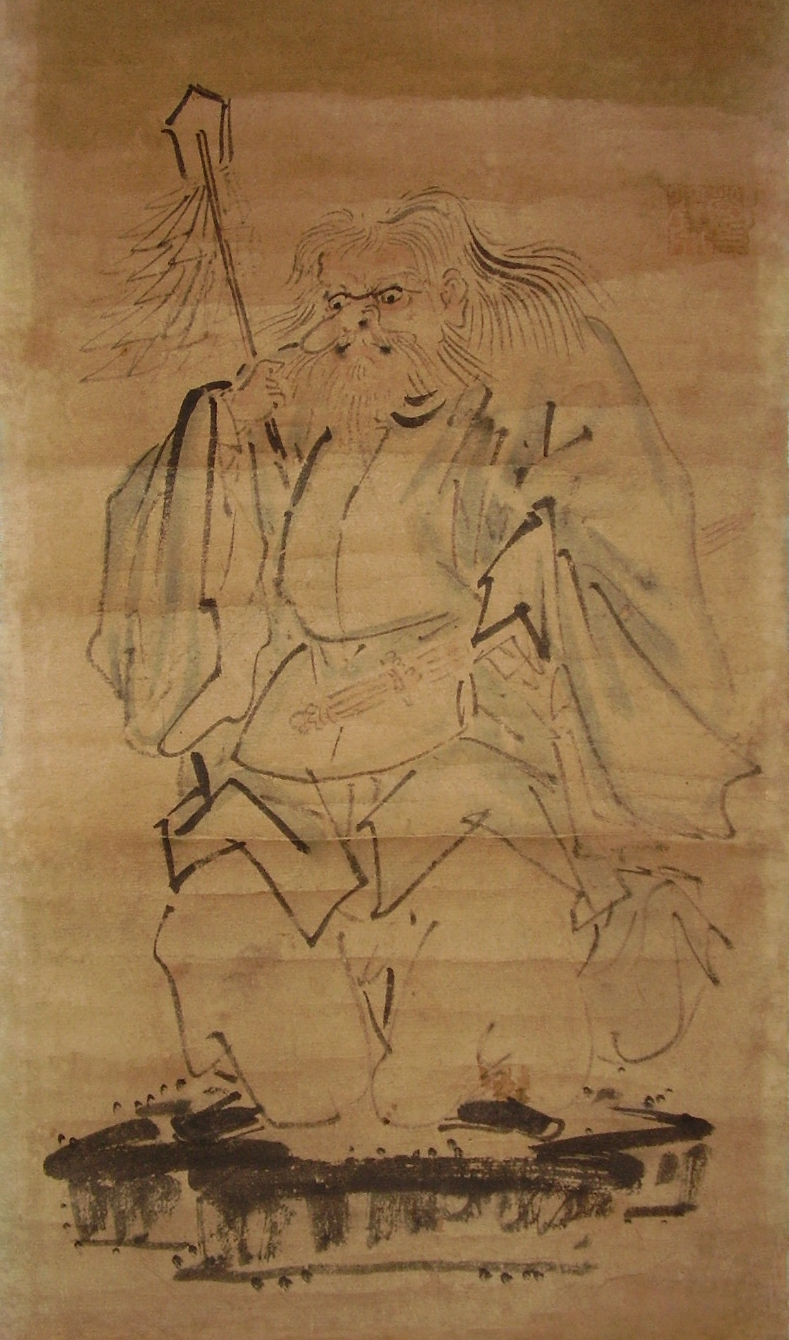
猿田毘古大神（19世紀後期画）

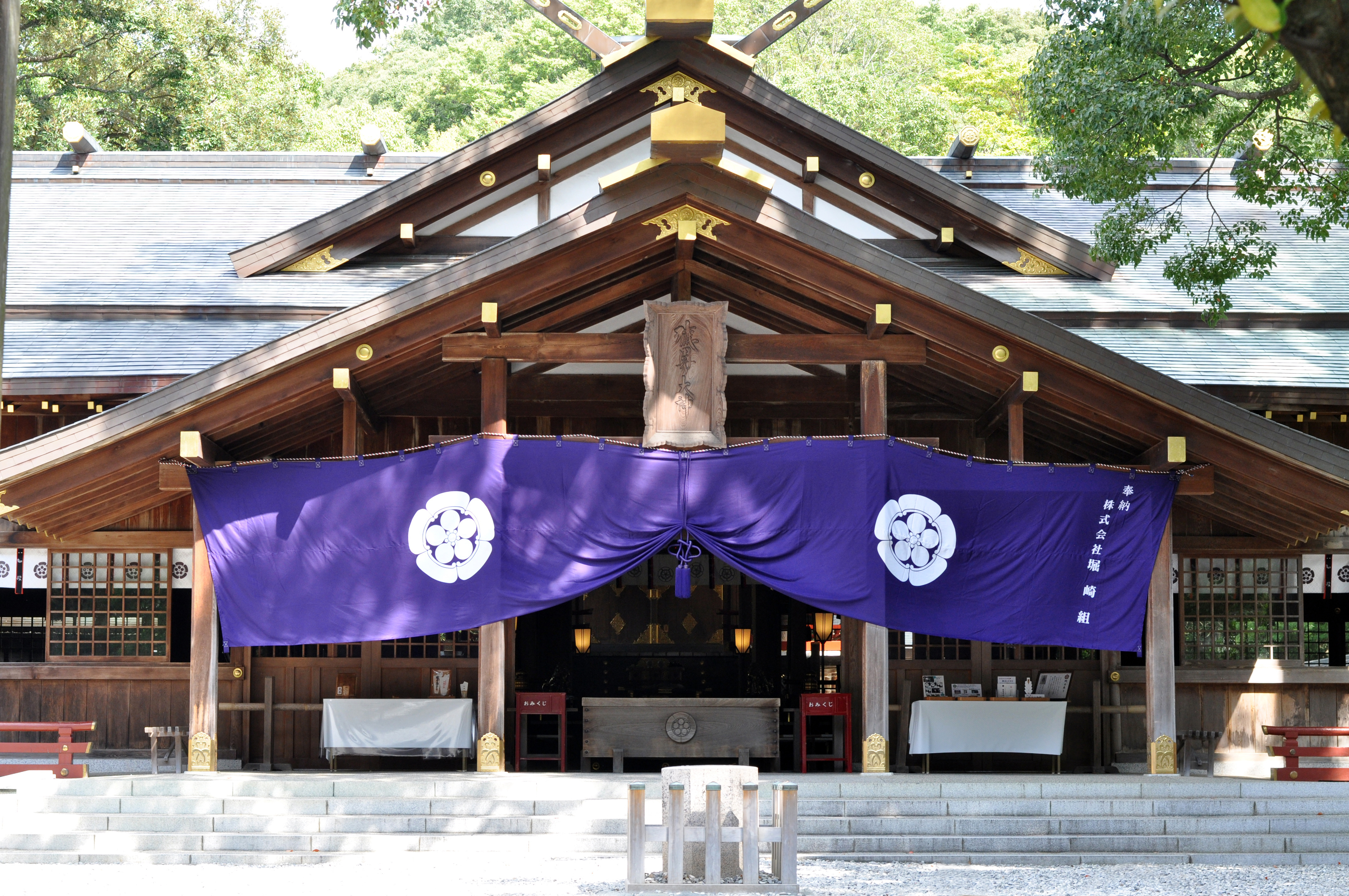
サルタヒコを祀る猿田彦神社（三重県・伊勢市）

サルタビコノカミ、またはサルタヒコノカミは、日本神話に登場する神。

## 概要
『古事記』では猿田毘古神、猿田毘古大神、猿田毘古之男神、『日本書紀』では猿田彦命と表記される。
『古事記』および『日本書紀』の天孫降臨の段に登場する（『日本書紀』は第一の一書）。天孫降臨の際に、天照大御神に遣わされた邇邇芸命（ににぎのみこと）を道案内した国津神。
伊勢国五十鈴川のほとりに鎮座したとされ、中世には、庚申信仰や道祖神と結びついた。

## 神話での記述
邇邇芸命が天降りしようとしたとき、天の八衢（やちまた。道がいくつもに分かれている所）に立って高天原から葦原中国までを照らす神がいた。『日本書紀』では、その神の鼻の長さは七咫（ななあた）、背（そびら）の長さは七尺（ななさか）、目が八咫鏡（やたのかがみ）のように、また赤酸醤（あかかがち）のように照り輝いているという姿であった。そこで天照大御神と高木神は天宇受売命（あめのうずめ）に、その神の元へ行って誰であるか尋ねるよう命じた。その神が国津神の猿田毘古神で、邇邇芸命らの先導をしようと迎えに来た。
邇邇芸命らが無事に葦原中国に着くと、邇邇芸命は天宇受売命に、その名を明らかにしたのだから、猿田毘古神を送り届けて、その名前をつけて仕えるようにと言った。そこで天宇受売命は「猿女君」と呼ばれるようになったという。なお、『日本書紀』では、猿田彦が天鈿女命（あめのうずめ）に自分を送り届けるように頼んだことになっている。猿田毘古神は故郷である伊勢国の五十鈴川の川上へ帰った。
猿田毘古神は伊勢の阿邪訶（あざか。旧一志郡阿坂村、現松阪市）の海で漁をしていた時、比良夫貝（ひらふがい）に手を挟まれ、溺れる。この際、海に沈んでいる時に「底度久御魂」（そこどくみたま）、猿田毘古神が吐いた息の泡が昇る時に「都夫多都御魂」（つぶたつみたま）、泡が水面で弾ける時に「阿和佐久御魂」（あわさくみたま）という三柱の神が生まれた。この時に海中で溺れた際に生じた泡の三柱の神は阿射加神社（三重県松阪市大阿坂と小阿坂に2社存在する）に現在は鎮座している。　
『倭姫命世記』（神道五部書の一つ）によれば、倭姫命が天照大神を祀るのに相応しい地を求めて諸国を巡っていたとき、猿田彦の子孫である大田命（おおたのみこと）が倭姫命を先導して五十鈴川の川上一帯を献上したとされている。大田命の子孫は宇治土公（うじのつちぎみ）と称し、代々伊勢神宮の玉串大内人に任じられた。しかし、大田命を猿田彦の子孫と主張し始めたのは鎌倉時代に成立した『伊勢二所皇太神宮御鎮座伝記』や『倭姫命世記』であり、延暦期成立と見られる『皇太神宮儀式帳』や後三条朝までの編年記事が見える『大神宮諸雑事記』では、宇治土公は単に大田命の子孫であるとだけ主張しており、大田命の遠祖に猿田彦を架上したものと指摘される。「児島系図」では久斯比賀多命三世孫の久斯気主命を祖とし、石部公や狛人部と同族であるとしており、これに従えば三輪氏族となる。
椿大神社（三重県鈴鹿市）の社伝では伊勢の阿邪訶にて溺れた際に命を落とし、後に同神社の高山土公神御陵に葬られ、これが猿田彦命の御陵とされている。
また、二見興玉神社（三重県伊勢市二見町）の由緒書では、同神社の境内の海中に位置する興玉神石は天孫降臨の際に猿田彦が降り立った神跡であると伝えている。

## 解説

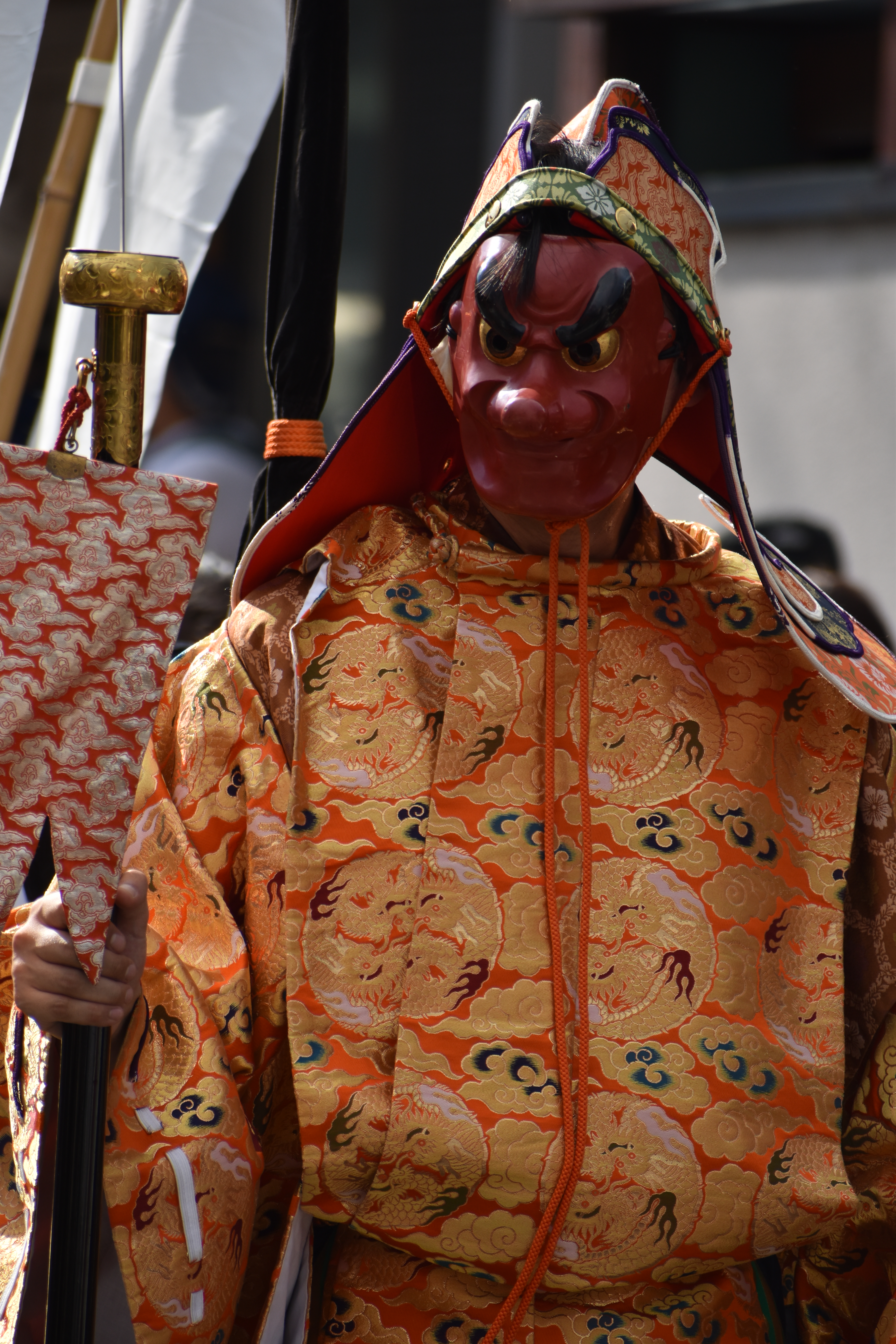
天狗面を被った猿田彦役
面掛行列（御霊神社）

『日本書紀』には、天宇受売神は胸乳を露わにし裳帯（もひも）を臍の下に垂らしたとあるので、性的な所作をもって相対したことになる。神話では二神が結婚したと伝えられている。
「天地を照らす神」ということから、天照大神以前に伊勢で信仰されていた太陽神だったとする説もある。
三重県鈴鹿市の椿大神社、三重県伊勢市宇治浦田の猿田彦神社がサルタヒコを祀る神社として名高い。
また、神社の祭礼の神輿渡御の際、赤面で鼻の長い天狗様の面を被り、高下駄や鉾などを身につけた猿田彦役の者が神輿を先導をすることがある。
他にも滋賀県高島市の白鬚神社の祭神とされたことから白鬚明神の名でも全国各地に祀られている。また子孫である大田命、内宮の興玉神とも同一視される。 
また、仙台藩4代藩主・伊達綱村が鹽竈神社の由緒について調査を行ない、元禄6年に『鹽竈神社縁起』を完成させたが、その中では鹽竈神社の別宮に祀られている神は、猿田彦、事勝國勝、塩土老翁、岐神、興玉命、太田命の6座と同体異名の神であるとされた（詳しくはシオツチオジの項を参照されたい）。
さらに江戸時代に入って「サル」の音から庚申講と結び付けられたほか、垂加神道では「導きの神」として神道の「教祖」とされる。他にも合気道の開祖・植芝盛平の建てた合氣神社では盛平の守護神とされ、様々な神格を持つ。
こうしたことから近年は、謎の神として鎌田東二などの学者にクローズアップされている。鎌田は、サルタヒコとアメノウズメの協働を国津神であるサルタヒコの裏切りではなく、新しい日本の体制を開くための和睦と解釈し、サルタヒコを日本的霊性の現像ととらえている。
常陸国の住人に猿田氏があり、猿田彦の末裔であるとされる。前述の椿大神社と猿田彦神社の宮司もともに鎌倉時代以降、猿田彦の神孫と称する。
現代でも小説や漫画などの創作物の登場人物として用いられる。例えば手塚治虫の『火の鳥』シリーズには、「猿田」もしくは「猿田彦」という人物が毎回登場する。それらの多くが、鼻が大きいという身体的特徴を持っている。

## 道祖神との関連
天孫降臨の際に道案内をしたということから、道の神、旅人の神とされるようになり、道祖神と同一視された。そのため全国各地で塞の神・道祖神が「猿田彦神」として祀られている。この場合、妻とされる天宇受売神とともに祀られるのが通例である。

## 猿田毘古神を祭神とする神社

### 同名の神社
- 庚申塚（全国各地）
  - 巣鴨庚申堂（東京都豊島区）
  - 庚申社（福岡県直方市）
- 白鬚神社（全国各地、神社によって「白髭」「白髯」「白髪」）
  - 白鬚神社（総本宮：滋賀県高島市）
- 猿田彦神社（全国各地）
  - 猿田彦神社（総本宮：三重県伊勢市）
  - 猿田彦大神（千葉県成田市）
  - 猿田神社（千葉県銚子市）
  - 猿田彦神社（静岡県掛川市）
  - 尾張猿田彦神社 （愛知県一宮市）
  - 犬山猿田彦神社 （愛知県犬山市）
  - 山ノ内猿田彦神社　(京都市右京区)
  - 猿田彦神社 （道祖神社） （奈良県奈良市）
  - 猿田彦神社 （福岡県福岡市早良区）
  - 猿田彦神社 （福井県福井市）

### 三重県
- 二見興玉神社（三重県伊勢市二見町）
- 椿大神社（総本宮：三重県鈴鹿市）
  - 都波岐神社・奈加等神社（三重県鈴鹿市）
- 阿射加神社（三重県松阪市大阿坂）
- 阿射加神社（三重県松阪市小阿坂）

### その他（三重県以外）
- 太田山神社（北海道久遠郡せたな町）
- 鼻節神社（宮城県七ヶ浜町）
- 菅布禰神社（福島県郡山市）
- 椋神社（埼玉県秩父市下吉田）秩父吉田の龍勢祭などで有名。
- 高麗神社（埼玉県日高市）
- 野々宮神社（埼玉県日高市）
- 御園神社（東京都大田区西蒲田）
- 籠祖神社（東京都千代田区神田神社境内社）
- 男石神社（長野県上田市殿城）
- 佐那武神社(石川県野々市市)
- 榎神社（岐阜県各務原市）
- 本土神社（岐阜県多治見市）
- 長澤神社（岡山県井原市大江町）
- 塩屋神社（広島県広島市）
- 佐太神社（島根県松江市）

- 神社では「佐太御子大神」となっており、母は神魂命の子の枳佐加比売命、加賀の潜戸で生まれたと『出雲国風土記』にある。
- 大麻比古神社（徳島県鳴門市大麻町）
- 荒立神社（宮崎県西臼杵郡高千穂町）